# Монтклер (Нью-Джерсі)
Монтклер (англ. Montclair) — селище (англ. village) в США, в окрузі Ессекс штату Нью-Джерсі. Населення — 40 921 особа (2020).

## Демографія
Згідно з переписом 2010 року, у селищі мешкало 37 669 осіб у 15 089 домогосподарствах у складі 9445 родин. Було 15911 помешкання
Расовий склад населення:
| - 62,2 % — білих - 27,2 % — чорних або афроамериканців - 3,8 % — азіатів - 0,2 % — корінних американців - 2,2 % — осіб інших рас |

До двох чи більше рас належало 4,5 %. Частка іспаномовних становила 7,5 % від усіх жителів.
За віковим діапазоном населення розподілялося таким чином: 25,5 % — особи молодші 18 років, 63,2 % — особи у віці 18—64 років, 11,3 % — особи у віці 65 років та старші. Медіана віку мешканця становила 39,9 року. На 100 осіб жіночої статі у селищі припадало 87,2 чоловіків;  на 100 жінок у віці від 18 років та старших — 82,2 чоловіків також старших 18 років.
Середній дохід на одне домашнє господарство  становив 160 388 доларів США (медіана — 99 105), а середній дохід на одну сім'ю — 206 876 доларів (медіана — 142 380). Медіана доходів становила 104 162 долари для чоловіків та 64 702 долари для жінок. За межею бідності перебувало 6,7 % осіб, у тому числі 5,6 % дітей у віці до 18 років та 8,8 % осіб у віці 65 років та старших.
Цивільне працевлаштоване населення становило 19 144 особи. Основні галузі зайнятості: освіта, охорона здоров'я та соціальна допомога — 28,1 %, науковці, спеціалісти, менеджери — 19,4 %, фінанси, страхування та нерухомість — 11,3 %, роздрібна торгівля — 7,7 %.

## Персоналії
- Стерлінг Гейден (1916-1986) — американський актор і сценарист.